# Loupoigne
Loupoigne (en való Loupougne) és un antic municipi de Bèlgica a la Província de Brabant Való a la vall del Dijle. El 1977 va fusionar-se amb Genappe.

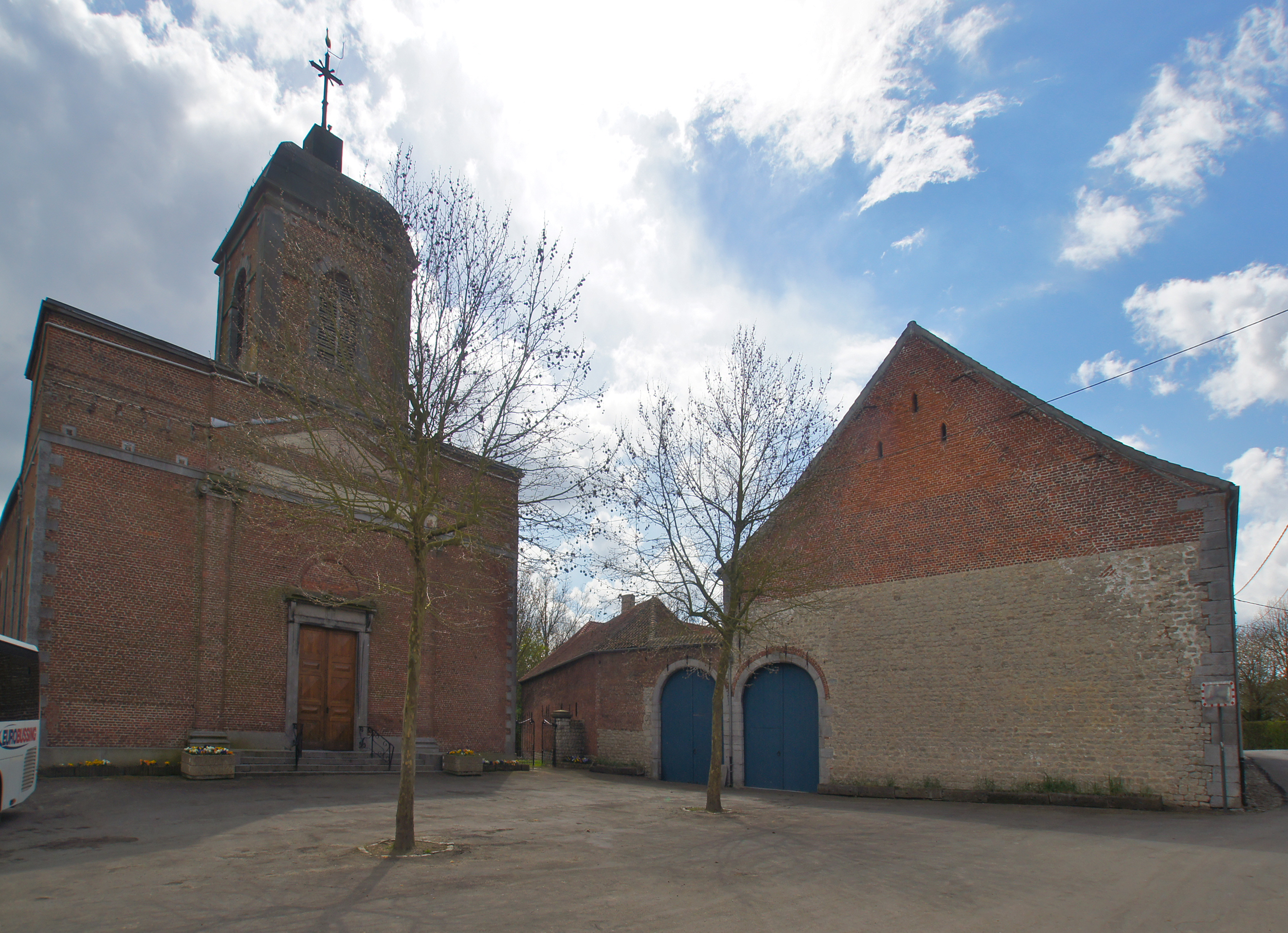
Mas i església de Joan Baptista

A l'edat mitjana, el poble era una senyoria, el castell que en formava la seu ha desaparegut. El 1396 passà sota dominació borgonyona i s'integrà a les Disset Províncies. Després va passar sota dominació dels habsburguesos castellans i més tard austríacs fins a la revolució francesa. Charles Jacqmin, conegut com a «Charles de Loupoigne», un resistent contra l'ocupació francesa i les reformes revolucionàries. Des de Loupoigne va aixecar l'armée belgique (l'exèrcit belga) i organitzar atacs contra els ocupants francesos. A la seva memòria, el camí Chemin du Cousin Châles li està dedicat.
El 1815 el poble passà al Regne Unit dels Països Baixos i el 1830 a Bèlgica.
L'activitat principal del poble és l'agricultura, però té unes impreses industrials: una foneria i una empresa de reciclatge de deixalles inertes, una petita fàbrica de cervesa artesanal i orgànica així com petites empreses de serveis de proximitat.

## Llocs d'interès
- Capella Mare de Déu de Foy
- L'antic molí de la fàbrica de cervesa, construït el 1738, monument llistat des del 1991[4]
- El corral del castell desaparegut, els masos d'En-Bas i de Biécquenée[5]

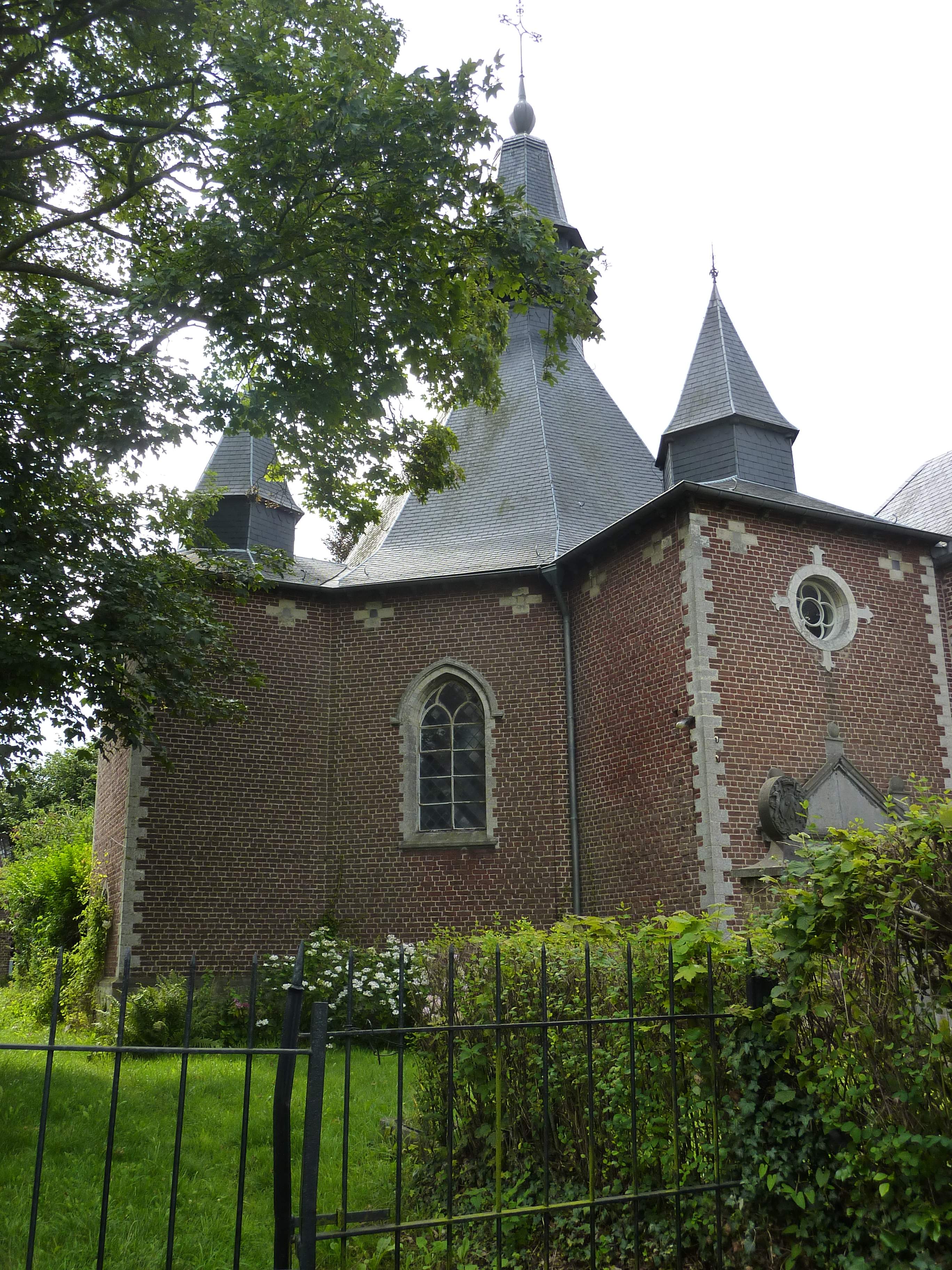
Capella Mare de Déu de Foy
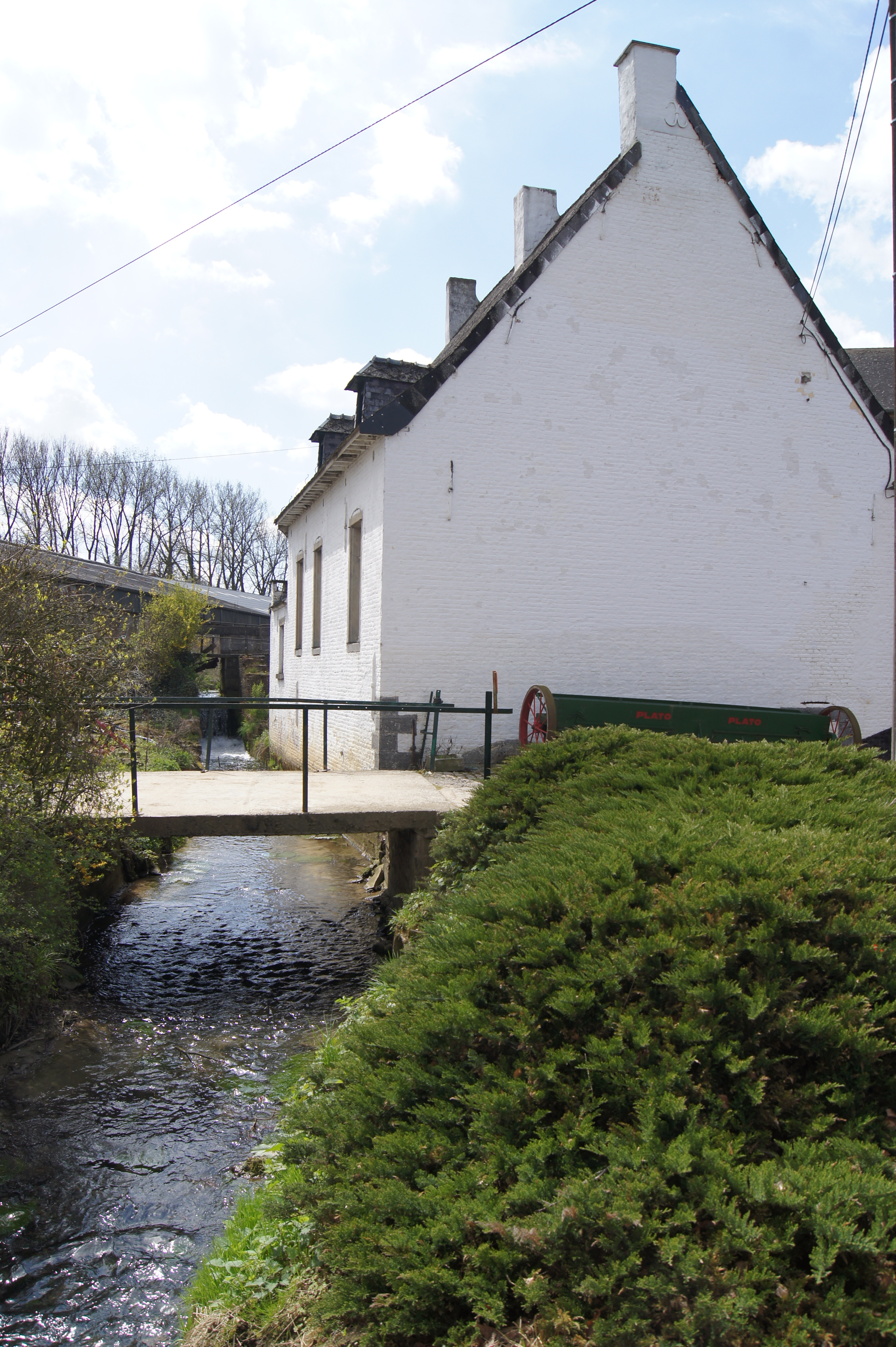
El molí d'aigua de la fàbrica de cervesa al marge del Dijle